# هيرشل ووكر
هيرشل ووكر (بالإنجليزية: Herschel Walker) (و. 1962  م) هو منافس ألعاب قوى، وفنان قتال مختلط، ولاعب كرة قدم أمريكية، ولاعب تايكوندو، من الولايات المتحدة، ولد في رايتسفيل، شارك في الألعاب الأولمبية الشتوية 1992، يلعب كراكض للخلف ‏. في الفترة من 2018 إلى 2020 ، عمل في مجلس الرئيس للرياضة واللياقة البدنية والتغذية في عهد الرئيس دونالد ترامب. بدأ ووكر حملته السياسية الأولى في انتخابات مجلس الشيوخ في جورجيا عام 2022 وفاز بالترشيح الجمهوري بنسبة 68٪ من الأصوات. سيواجه السناتور الديمقراطي الحالي رافائيل وارنوك في الانتخابات العامة.

## التعليم
تعلم في Johnson County School District ‏.

## جوائز
حصل على جوائز منها:
- Heisman Trophy [الإنجليزية]‏.[4]

## وصلات خارجية
- هيرشل ووكر على موقع الاتحاد الدولي لألعاب القوى (الإنجليزية)
- هيرشل ووكر على موقع إي إس بي إن.كوم (أن.أف.أل)3
- هيرشل ووكر على موقع مرجع كرة القدم المحترفة.كوم (الإنجليزية)
- هيرشل ووكر على موقع كلية كرة القدم في سبورتس رفرنس.كوم (الإنجليزية)
- هيرشل ووكر على موقع شيردوغ (الإنجليزية)
- هيرشل ووكر على موقع أوليمبيديا (الإنجليزية)
- هيرشل ووكر على موقع قاعة جورجيا للمشاهير الرياضية (مؤرشف) (الإنجليزية)

- هيرشل ووكر على موقع IMDb (الإنجليزية)
- هيرشل ووكر على موقع الموسوعة البريطانية (الإنجليزية)
- هيرشل ووكر على موقع ميوزك برينز (الإنجليزية)
- هيرشل ووكر على موقع إن إن دي بي (الإنجليزية)
- هيرشل ووكر على موقع ديسكوغز (الإنجليزية)
- هيرشل ووكر على موقع قاعدة بيانات الفيلم (الإنجليزية)